# Heinkel HeS 8A
L'Heinkel HeS 8A (sigla derivata da "Heinkel Strahltriebwerk"-Heinkel motore a getto) fu un motore aeronautico turbogetto sviluppato in Germania durante la seconda guerra mondiale disegnato da Hans von Ohain e costruito dalla Heinkel.
Fu il primo motore a reazione ad essere finanziato dal Ministero dell'aria del Reich, secondo la nomenclatura ufficiale 109-001 e venne installato sui primi esemplari del caccia bimotore Heinkel He 280 a causa dei ritardi nello sviluppo del turbogetto a flusso assiale HeS 30 originariamente previsto.

## Storia del progetto
Verso la fine del 1939 Ernst Heinkel maturò la convinzione che per sviluppare nel miglior modo possibile e più velocemente i nuovi motori a reazione avrebbe dovuto acquisire una azienda costruttrice di motori aeronautici. Durante la dimostrazione davanti agli ufficiali del Reichsluftfahrtministerium, Heinkel propose lo sviluppo dell'He 280, un aereo da caccia a reazione con due motori installati sotto le ali. Secondo von Ohain, in quell'occasione Heinkel e il funzionario del RLM Ernst Udet strinsero un accordo per il quale se il primo volo dell'He 280 fosse avvenuto entro l'aprile del 1941, Heinkel avrebbe avuto il permesso ufficiale di acquisire la casa costruttrice di motori per aeromobili Hirth Motoren GmbH.
Il disegno dell'He 280 imponeva dei limiti stringenti sulla distanza delle gondole motore dal suolo, per cui era prevista l'installazione di una coppia di turbogetti con compressore a flusso assiale HeS 30 che, però, erano molto in ritardo nello sviluppo e non sarebbero stati mai pronti per l'aprile del 1941. D'altra parte l'impiego dell'HeS 3 era precluso a causa del suo ingombro trasversale. Von Ohain fu quindi incaricato di costruire in tempi brevi (14 mesi) un nuovo motore per equipaggiare l'He 280. Lo sviluppo si svolse senza intoppi (anche se la spinta disponibile era di soli 500 kgf in luogo dei 700 previsti) ed il 2 aprile 1941 ci fu il volo dimostrativo per la RLM. Pochi giorni dopo, Heinkel ottenne il permesso di comprare la Hirt a cui poi girò lo sviluppo dell'HeS 30.
A quel punto lo sviluppo del motore rallentò notevolmente, e nel 1942 la spinta era cresciuta appena a 550 kgf. Furono costruiti in tutto una trentina di esemplari dell'HeS 8 prima del definitivo stop da parte del RLM a tutti i progetti di motori in corso presso la Heinkel, ritenendo gli altri turbogetto a flusso assiale (BMW 003 e Jumo 004) sufficientemente affidabili e superiori nelle prestazioni. Allo stesso tempo il RLM chiese ad Heinkel di passare alla progettazione di un motore di classe superiore, l'Heinkel HeS 011.

## Tecnica
Già durante il disegno dell'HeS 3, von Ohain era conscio dell'inferiorità del compressore centrifugo rispetto a quello assiale per l'uso in un motore a reazione, ma lo preferì lo stesso dal momento che poneva meno problemi e permetteva un rapido sviluppo.

### Compressore
Come per il precedente HeS 3, anche nell'HeS 8A era presente uno stadio di compressore assiale di bassa pressione con un rotore a 14 palette con profilo alare in lega di alluminio che più che a comprimere l'aria, serviva a stabilizzare il flusso all'ingresso del compressore centrifugo. La riduzione del diametro del motore fu ottenuta ridisegnando il collettore di uscita del compressore centrifugo in modo da ruotare il flusso di aria di 90° e posizionando le camere di combustione tra il compressore e la turbina. L'albero che collegava il compressore alla turbina era sorretto da due cuscinetti, uno posizionato tra i due stadi di compressore e l'altro a valle della turbina.
Il compressore radiale era di tipo composito con 19 palette in lega di alluminio calettate su un mozzo e un disco in acciaio.
A partire dal quindicesimo prototipo (V15) il flusso di aria a valle del compressore radiale venne ridisegnato e, negli ultimi esemplari prodotti, la spinta disponibile era di circa 600 kgf.

### Camera di combustione
La camera di combustione anulare era preceduta da due stadi statorici che, rallentando il flusso, ne innalzavano ulteriormente la pressione. Il sistema di vaporizzazione del combustibile lo immetteva nella camera attraverso 16 gruppi formati ognuno da otto ugelli (per un totale di 128). Ogni ugello aveva un diametro di circa 1,6 mm.

### Turbina
La turbina era radiale composta da 14 palette in acciaio non raffreddate, e rappresentava l'anello debole del motore. La spinta, infatti, è funzione della temperatura in ingresso della turbina e dal momento che le leghe resistenti alle temperature necessitavano di materiali strategici di difficile approvvigionamento come il nichel, fu necessario limitarla. Il motore concorrente (lo Junkers Jumo 004), era dotato di una turbina a flusso assiale le cui palette cave erano raffreddate da un flusso di aria prelevata dal compressore e quindi erano meno limitanti nella temperatura di ingresso in turbina. Le palette della turbina radiale dell'HeS 8A furono anche soggette a rottura per fatica e a problemi di connessione tra mozzo e paletta.

## Versioni
- HeS 8A - versione base
- HeS 9 - versione con un secondo stadio di compressore assiale e sostituzione del compressore radiale con un "compressore diagonale". (Rimasta alla fase di progetto)
- HeS 10 - versione costituita da un HeS 8 posto all'interno di una gondola motore di dimensioni più grandi, con lo stadio del compressore assiale che aveva dimensioni superiori a quelle del motore, in una configurazione che ricorda quella di un turboventola moderno. Per estrarre la maggior energia necessaria al movimento della ventola, fu aggiunto uno stadio di turbina assiale a valle di quello radiale.

## Velivoli utilizzatori
Germania
- Heinkel He 280